# MoveOn.org
MoveOn.org ist eine 1998 entstandene Website und Nichtregierungsorganisation. Ihr Ziel ist nach eigenen Angaben die digitale Vernetzung von Menschen, die sich für progressive Politik einsetzen, und die Beeinflussung der politischen Akteure durch entsprechende Lobbyarbeit. Sie war an der Gründung der Kampagnen-Plattform Avaaz beteiligt, die im Gegensatz zu MoveOn.org auch international tätig ist und als Vorbild diente für andere politische Internet-Plattformen, wie die deutsche Campact, die britische 38degrees.org.uk und die europäische WeMove.eu.

## Geschichte
MoveOn.org startete 1998 mit einer Onlinepetition, welche sich gegen ein Amtsenthebungsverfahren gegen Bill Clinton aussprach. Auch wenn diese Forderung erfolglos blieb, wurden in den darauffolgenden Jahren weitere Kampagnen gestartet, die sich eines großen Anklangs erfreuten, beispielsweise gegen den Irakkrieg im Jahr 2003. Seit 2000 unterstützt MoveOn.org ausgewählte Kandidaten im Präsidentschaftswahlkampf, vornehmlich solche der Demokratischen Partei. 2012 waren nach eigenen Angaben über 7 Millionen Menschen via MoveOn.org aktiv.

## Finanzierung
Der Finanzmagnat George Soros und seine Frau spendeten 1,46 Millionen US-Dollar für MoveOn.org. Peter B. Lewis, Chef der Progressive Corporation, gab 500.000 US-Dollar.
MoveOn.org selbst trat wiederum 2007 als Geber bei der Gründung der Aktivistenplattform Avaaz auf.

## Kritik
2004 gab MoveOn.org Millionen für Anti-Bush Werbung aus. Die Organisation geriet besonders in die Kritik, als sie während des Präsidentschaftswahlkampfs in einem Film George W. Bush mit Adolf Hitler verglich.
Vor allem von konservativer Seite wird MoveOn.org immer wieder vorgeworfen, ausschließlich Lobbyarbeit für die Demokratische Partei zu betreiben.